# Josef Rosenzweig-Moir
Josef Rosenzweig (24. srpna 1887 Neustupov – po 12. říjnu 1944, pravděpodobně v koncentračním táboře Auschwitz) byl česko-židovský advokát, básník a publicista. Jako literát publikoval pod uměleckým jménem Josef Rosenzweig–Moir. Byl strýcem básníka Jiřího Ortena.

## Život
Josef Rosenzweig se narodil v rodině kupce Adolfa Rosenzweiga a Emilie rozené Rosenzweigové, též z Neustupova. Základní školu navštěvoval v nedalekých Voticích. V roce 1897 zahájil studium na gymnáziu v Hradci Králové, které dokončil v Praze roku 1905. Dále se věnoval studiu na Právnické fakultě české Karlo-Ferdinandově Univerzitě, kde promoval 4. listopadu 1911.
Jeho první verše z období let 1903–1906 vyšly v anarchisticko-pesimistické sbírce Když zpívá mládí V roce 1908 vyšla jeho druhá básnická sbírka Zahrady života. Své verše publikoval i v různých periodikách: Rozhled, Horkého týdeník, Besedy času, Rudé květy či Volná myšlenka.
Během studií také spolupracoval s Jiřím Mahenem, Gustavem Šmejcem a Arnoštem Lustigem (později publikoval pod jménem Arne Laurin) na redakci Studentského almanachu 1908.
V té době nabíralo sílu anarchistické hnutí, do kterého se zapojovala řada umělců. Mezi nimi byl i Josef Rozenzweig. Znal se s Michalem Káchou, který patřil mezi zakladatele anarchistického hnutí a kterému věnoval báseň Zimní ráno nad Prahou. Zcela jistě se zapojil i do recesistické akce pražské bohémy kolem Strany mírného pokroku v mezích zákona, kterou Jaroslav Hašek, tehdy rovněž anarchista, založil v letech 1904–1905 v hostinci U zlatého litru. Hašek se sice o jeho básnickém talentu vyjádřil nelichotivě, ale v povídce Po stopách státní policie v Praze o něm hovoří jako o příteli. Ještě jedno přátelství prokazatelně spojuje Rosenzweiga s Haškem, a to je jejich společný kamarád Gustav Roger Opočenský, kterému Rosenzweig věnoval báseň Píseň selského synka. V letech 1915–1923 byl členem Moravského kola spisovatelů.
Krásná léta pražské bohémy ukončila první světová válka. Nevyhnula se ani Josefu Rosenzweigovi. Účastnil se, jako mnozí další literáti, bojů v první světové válce na východním bojišti. Jak je patrné ze záznamu o sňatku, byl zařazen k zeměbraneckému pěšímu pluku č. 29 v Litoměřicích (později střelecký pluk č. 29), kde dosáhl hodnosti poručíka. Ženil se až koncem války 20. května 1918 ve svém rodném Neustupově. Jeho ženou se stala Věra Eisnerová, dcera JUDr. Leopolda Eisnera, advokáta z Kralup nad Vltavou a Marie rozené Hermanové. V Eisnerově kanceláři potom vykonával JUDr. Josef Rosenzweig advokátní činnost až do německé okupace. To mu byla odebrána licence, a nakonec byli manželé Rosenzweigovi nuceni opustit Kralupy. Místo jejich posledního pobytu ve vlasti byla obec Vepřek.

### Smrt
V rámci takzvaného „konečného řešení židovské otázky“ byli manželé Josef a Věra Rosenzweigovi deportováni dne 22. února 1942 transportem Y, č. 682 z kladenského nádraží do Terezína. V Terezínském ghetu byli vězněni do 12. října 1944. Ten den byly vypraveny dva transporty. Ty měly cílovou stanici pod nacistickým krycím názvem Arbeitslager Birkenau bei Neuberun, Oberschlesien [Pracovní tábor Březinka u Nové Beruně, Horní Slezsko]. Ve skutečnosti se ale jednalo o vyhlazovací tábor Auschwitz II – Birkenau. Do transportu Eq, č. 767 byl také zařazen JUDr. Josef Rosenzweig spolu s dalšími patnácti sty vězni. Druhý transport nesl označení Eq, č. 768 a tvořilo ho opět 1500 vězňů. V tomto transportu byla i Věra Rosenzweigová. To jsou poslední známá fakta o jejich osudu. Kdy a kde zahynuli nebo byli zavražděni, se zatím nepodařilo zjistit.

### Básně

#### Sbírky
- Když zpívá mládí[5] – obsahuje básně: Mně někdo umřel…; Zde mohly kvésti růže; Zbloudil jsem s cesty...; Dnes všechny smutky…; Poušť; Píseň K. Procházkovi; Nálada podzimního večera; Staré hrady; Ztracené volání; A nemám odvahy…; Dnes chtěl bych líbat…; Poslední touha M.R.; Píseň o zavátých cestách; Finále; Písnička konce; Nic nezbylo mi…M.; V noční kavárně; Jsou výšky pyšné…; Rekonvalescence; Já na Vás čekal jsem…; Píseň života; Ty letní večery…; Letní večer doma; Jsem tichý poeta.…; Česká písnička; Na motiv z V. Dyka; Na nové cesty; Ještě jsou bídy…; Nová píseň na starou melodii; Po stopách rána; Ubohé oči…!; Chtěl bych se pomstít…; Glossuji hořce…; Něco vzrůstá ve mně…; Budoucí žena Ukolébavka; Písnička, kterou jsem si zpíval v máji; Před ránem M.T.; Romance nevěrecká; Nad hroby čerstvými – Mrtvým v Courriéres; Zimní ráno nad Prahou M. Káchovi;
- Zahrady života[6] – obsahuje básně: Přechodní generace; Pozdní večer -P.R.-; Osobní; Píseň lásky; Na motiv z Heinea Fragment z biblické dějepravy; Klid jarního večera; Večer; Noc; Přízrak; Tichá noc; Ten jeden večer L.H.; Neustupov; Morava; Večer v únoru; Letní noc; Když píseň míru zazní; Epilog;

#### Jednotlivé básně
- Až vody opadnou…[14]
- Bych mohl žíti již…[15]
- Co vyroste…[16]
- Epištola přátelům[17]
- Chtěl bych k Vám hovořit[18]
- Kdybych teď říci měl…[19]
- Když píseň míru zazní[20]
- Masopustní noc[21]
- Modlitba květnové noci [22]
- Píseň selského synka [věnováno G. R. Opočenskému][10]
- Píseň slunného dne zimního[23]
- Před ránem[24]
- Ten jeden večer[25]
- Ze šera klášterů[26]
- Zlý pohled smrti[27]

### Ostatní
- Židé a české snahy na Moravě[28]
- Česko-židovské hnutí na Moravě[29]
- Episodky z venkova[30]

## Citáty a ohlasy
| „                                                                 | …Faktura verše, myšlenkový chaos a var v sujetech, převládající nálada i jakási neregulovanost citu, tu překypujícího, jinde zas resignovaného se shovívavou nebo ironickou pósou, to všecko prozrazuje mladého autora, jenž není bez talentu, avšak schází mu umělecká disciplina. To ovšem nevadí, aby leckde uhodil na vřelý tón, někde i celý bohatý a harmonicky znějící akkord, který je svůj a prozrazuje vlastní fond uměleckého cítění i tvoření. Tím rušivěji působí tu a tam okatá imitace Dyka, Šrámka, Gelnera, a všecko to koketování s papírovou Anarchií, jež se už stala sportem literární mládeže, která chce být za každou cenu interessantní. | “ |
| — Ohlas na sbírku Když zpívá mládí v Pražské lidové revue 12/1906 | |   |

| „ | V Čechách vyskytují se dva mladí básníci, píšící jeden-každý horší verše než druhý. Jest to básník Rosenzweig-Moir a Frabša, …agent-provokatér Mašek vydává se v redakci Komuny za italského anarchistu Pietra Periho, uprchnuvšího ze Sevastopole v Rusku, a spí jednu noc u Rosenzweiga-Moira, vlastně oba jsou vzhůru, poněvadž jeden bojí se druhého… | “ |
| — Jaroslav Hašek; Politické a sociální dějiny Strany mírného pokroku v mezích zákona; Počáteční program strany: | |   |

| „                                                   | …A Pietro Perri počal mluvit německy. Mezitím přišlo několik známých, básník G. R. Opočenský s Rosenzweigem-Moirem…Řekl jsem: „Pietro Perri, přítel Rosenzweig-Moir vás bude doprovázeti a půjdete k němu na Vinohrady spát…Druhého dne přišel Rosenzweig-Moir zřejmě rozčílen do redakce Chuďasa. „Pietro Perri mně zmizel z bytu,“ hlásil rozechvěle, „šel jsem si pro cigarety, a když jsem se vrátil, byl již Pietro Perri pryč… | “ |
| — Jaroslav Hašek; Po stopách státní policie v Praze | |   |